# 岩手県道173号田野畑岩泉線
岩手県道173号田野畑岩泉線（いわてけんどう173ごう たのはたいわいずみせん）は、岩手県下閉伊郡田野畑村と岩泉町を結ぶ一般県道である。

## 概要
田野畑村から盛岡方面への最短経路として利用される。幅員が狭く急カーブが連続している沼袋地区では現道の南東側にバイパス道路が建設され、2006年（平成18年）9月25日に供用開始された。

### 路線データ
- 実延長 : 15,666.7m[3]
- 起点 : 下閉伊郡田野畑村沼袋[3]（下閉伊郡田野畑村一の渡[1]）（国道45号交点）
- 終点 : 下閉伊郡岩泉町岩泉字岩泉[3]（下閉伊郡岩泉町岩泉字三本松[2]）（国道455号交点）

## 歴史
- 1959年（昭和34年）3月31日 - 県道に認定される[3]。

## 地理

### 通過する自治体
- 下閉伊郡
  - 田野畑村
  - 岩泉町

### 交差する道路
- 国道45号（起点）
- 国道455号（終点）